# Ноократія
Ноокра́тія (дав.-гр. νοῦς — «розум» + κράτος — «влада») — вид політичного устрою або соціальної системи суспільства, яка «заснована на пріоритеті людського розуму» при формуванні ноосфери Землі згідно з уявленнями академіка Володимира Івановича Вернадського і французького філософа  П'єра Тейяра де Шардена.
У широкому сенсі — сукупність теоретичних філософських концепцій, які обґрунтовують еволюційну необхідність переходу від демократії до більш досконалої форми державного правління — влади інтелектуальної еліти з раціональним мисленням, яка виступає в ролі головної спрямовуючої сили науково-технічного прогресу і соціально-економічного процвітання суспільства.
Відповідно до поглядів В. І. Вернадського, перехід біосфери до ноосфери відбуватиметься одночасно з набуттям науковою думкою панівного становища у планетарному масштабі. Дотримуючись даної логіки, ноократія є політичною системою, джерелом влади у якій є наукова думка взагалі, а конкретно - політична наукова думка, носіями якої є ноократи.
Ноократи — високопрофесійні фахівці з організації інтелектуального управління суспільством і підвищення якості життя людей на основі широкого впровадження досягнень науки і техніки, а також просто прихильники ноократії, які є носіями наукової думки у неполітичних галузях.
У сучасних умовах спостерігається глобалізація ноократичного правління планетарною цивілізацією людей, що проявляється, головним чином, у вигляді зваженого колективного розуму при прийнятті різних міжнародних угод, декларацій і договорів про взаємодію країн.

## Ноократія у фантастиці
- У фантастичному романі-утопії англійського письменника Герберта Уеллса «Люди як боги» (1923) дано опис ноократичного суспільства, що процвітає на планеті Утопія — копії Землі з паралельного світу.
- Футурологічна книга «Сума технології» польського письменника-фантаста Станіслава Лема описує по суті потенційні можливості ноократії у розвитку «підходу Конструктора» для передбачення подальших шляхів Автоеволюції людського розуму і земної цивілізації.
- У фантастичних соціальних романах-передбаченнях «Час бика», «Туманність Андромеди», «Лезо бритви» відомого радянського вченого і письменника Івана Антоновича Єфремова описується комуністичне суспільство майбутнього, в якому глибокі наукові знання про природу і людину дозволяють безперервно зменшувати кількість людських страждань і збільшувати кількість щастя, краси і гармонії у всіх сферах життя.